# Xã Sverdrup, Quận Minnehaha, Nam Dakota
Xã Sverdrup (tiếng Anh: Sverdrup Township) là một xã thuộc quận Minnehaha, tiểu bang Nam Dakota, Hoa Kỳ. Năm 2010, dân số của xã này là 809 người.